# Oscar (gato)
Oscar (2005-22 de febrero de 2022) fue un gato de terapia que vivió en el Centro de Rehabilitación y Enfermería Steere House en Providence, Rhode Island. Logró fama mundial a través del especialista en geriatría y profesor asistente de la Universidad Brown, David Dosa quien escribió en un artículo para el The New England Journal of Medicine que Oscar tenía habilidades sin precedentes y que podía predecir la muerte de los pacientes terminales en cuidados paliativos aunque no encontró ninguna explicación para el comportamiento inusual del gato. Buscó explicaciones en el sistema musculoesquelético restringido de los moribundos y en el sentido del olfato del animal, que posiblemente podría oler las cetonas, es decir, los bioquímicos que se liberan de las células moribundas.
Dosa también escribió el libro Making Rounds With Oscar: The Extraordinary Gift of an ordinary Cat on the resaca.

## Antecedentes
Oscar fue un gato de terapia adoptado en 2005 por el Centro de Rehabilitación y Enfermería Steere House en Providence, Rhode Island, Estados Unidos. Oscar fue descrito como generalmente distante y no como un gato que fuera amigable con la gente, llegando a veces a bufar al personal cuando quería que lo dejaran solo.

### Predicción de muerte
Cuando Oscar llevaba en Steere House unos seis meses, el personal notó que el gato a menudo optaba por tomar una siesta junto a los residentes que morían varias horas después de su llegada. Al personal le parecía como si Oscar estuviera tratando de consolar y brindar compañía a los moribundos.
Joan Teno, médico de Steere House, aclaró que "no es que el gato siempre esté ahí el primero. Pero el gato siempre logra hacer acto de presencia, y siempre parece estar en las últimas dos horas".
Después de que Oscar predijo con precisión 25 muertes, el personal comenzó a llamar a los familiares de los residentes tan pronto como lo descubrían durmiendo junto a alguien, para notificarles y darles la oportunidad de despedirse antes de la muerte inminente.
Oscar llegó a los titulares internacionales en 2007 después de que el New England Journal of Medicine publicara un artículo sobre él escrito por el geriatra de Steere House, David Dosa. 
Para 2015, se cree que Oscar había predicho con precisión 100 muertes.

### Posibles explicaciones
Teno y Dosa plantearon la hipótesis de que Oscar estaba respondiendo al olor producido por los químicos liberados cuando alguien muere o algún otro olor emitido durante la muerte.
CBS News consultó a varios especialistas en animales que tenían varias hipótesis, como que Oscar podría estar oliendo algún químico que se libera justo antes de la muerte y su asistencia a habitaciones con ese olor podía ser un comportamiento aprendido o que estaba percibiendo la quietud y la falta de movimiento en la habitación en lugar de un olor. 
Algunos han argumentado que Oscar no tenía la capacidad de predecir la muerte y que este es un caso de sesgo de confirmación.